# Villa Costantini Morosini Papadopoli-Aldobrandini
Villa Costantini Morosini Papadopoli-Aldobrandini è una villa veneta di Vittorio Veneto, ubicata a Ceneda, pochi metri a ovest di piazza Giovanni Paolo I, dove sorge la cattedrale.
Fu nel 1800 circa ospedale per le ossa poi nel 1970 circa fu una casa di riposo sino al 1990 circa ad oggi dismessa

## Storia

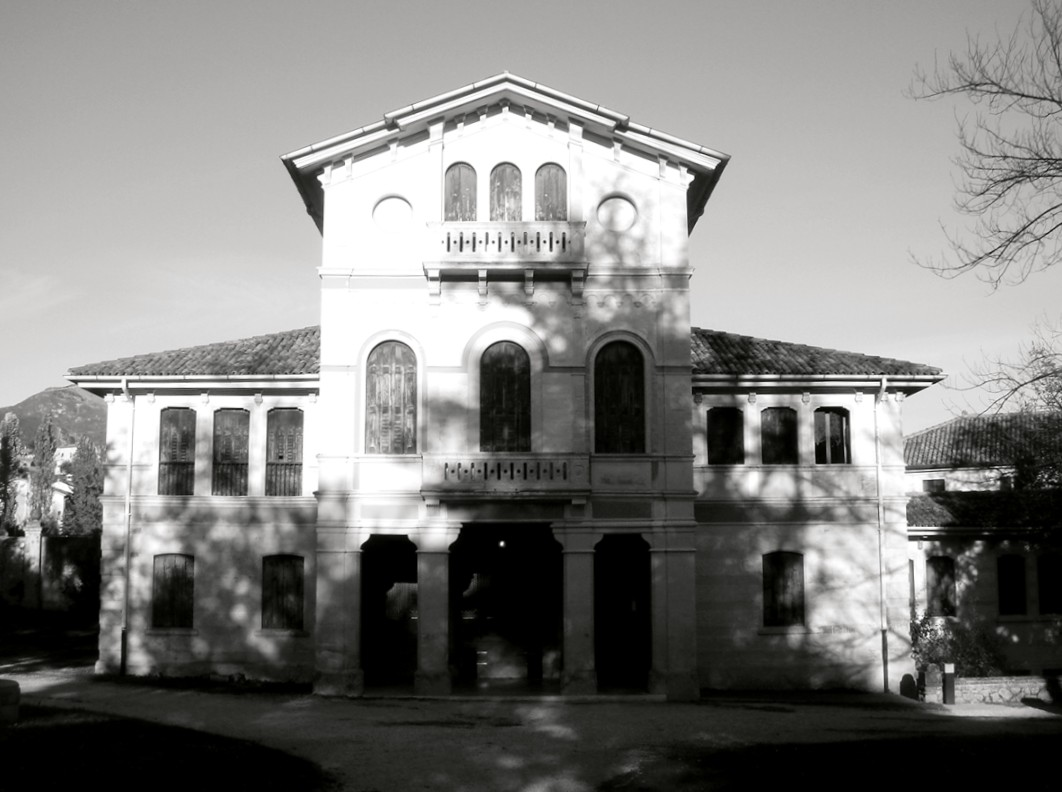
La biblioteca

Costruita intorno alla metà dell'XIX secolo, fu voluta e probabilmente progettata da Girolamo Costantini. Successivi interventi furono di Brenno Del Giudice (1919), in collaborazione con il decoratore Guido Cadorin, ai quali vanno aggiunti i numerosi rimaneggiamenti delle diverse parti del complesso.
Il vasto parco che attornia la villa è progetto di Antonio Caregaro Negrin, mutuato dagli interessi botanici del Costantini. Nel 1985 fu abbattuta parte del muro di cinta in modo da aprire la vista della villa alla piazza adiacente.
Nei secoli la villa passò a diversi proprietari, fino ad essere acquisita dal Comune. Nel tempo fu adibita a vari usi: durante la prima guerra mondiale vi si trasferì il comando tedesco, mentre nel ventennio fascista divenne sede della Gioventù Italiana del Littorio. Nel secondo conflitto fu ospedale militare, quindi ricovero per gli alluvionati del Polesine. Ha poi ospitato il reparto ortopedico-traumatologico dell'ospedale e, successivamente, è diventata casa di riposo. Attualmente la foresteria ospita la biblioteca civica, mentre nell'adiacente "Rotonda" ha sede un centro culturale.

## Descrizione
Il corpo principale della villa si dispone su tre piani, con un rialzo centrale terminato da timpano. Le aperture a tutto sesto della facciata sono inserite in elementi lapidei; quella centrale del piano nobile è affiancata da due monofore rettangolari minori. Si nota inoltre la presenza di marcapiano.
Tra gli elementi decorativi si distinguono quattro oculi posti sotto il cornicione sporgente, tre grandi stemmi e, collocati sulla sommità della facciata, pinnacoli a forma di vaso e vele di gusto primo-novecentesco.
Da entrambe le parti del corpo centrale, simmetricamente, si allungano due ali laterali, anch'esse di tre piani; quella di destra è terminata dal rifacimento novecentesco della "Rotonda".
Elemento di grande pregio è anche il contesto ambientale, caratterizzato dal parco Papadopoli, aperto al pubblico e sede di una florida vegetazione.